# Scraptia flavidula
Scraptia flavidula là một loài bọ cánh cứng trong họ Scraptiidae. Loài này được Motschulsky miêu tả khoa học năm 1863.